# Wardington
Wardington is een civil parish in het bestuurlijke gebied Cherwell, in het Engelse graafschap Oxfordshire met 602 inwoners.